# Giovanni Battista Piranesi
Giovanni Battista – másképpen – Giambattista Piranesi (Mogliano Veneto, 1720. október 4. – Róma, 1778. november 9.), itáliai rajzművész, rézmetsző, építész; művészetelmélettel is foglalkozott. Az ókori Róma és környéke épületeit ábrázoló nagyméretű rajzaival öregbítette Róma hírnevét, ösztönözte a klasszikus korszak régészeti kutatását és a klasszicista stílusirányzat kialakulását.

## Életrajza

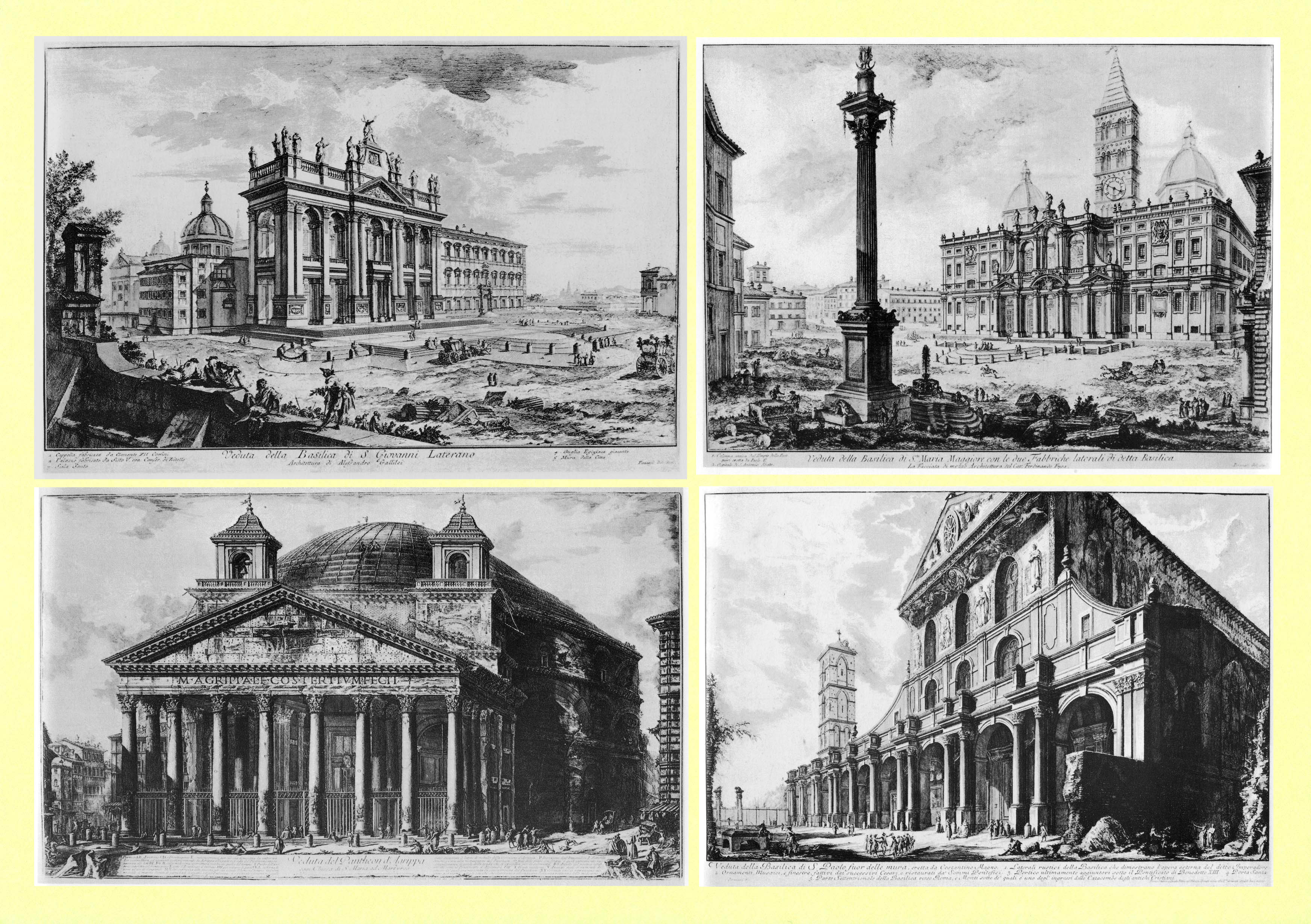
Piranesi: Veduták, San Giovanni in Laterano, Santa Maria Maggiore, Pantheon, San Paolo fuori le mura

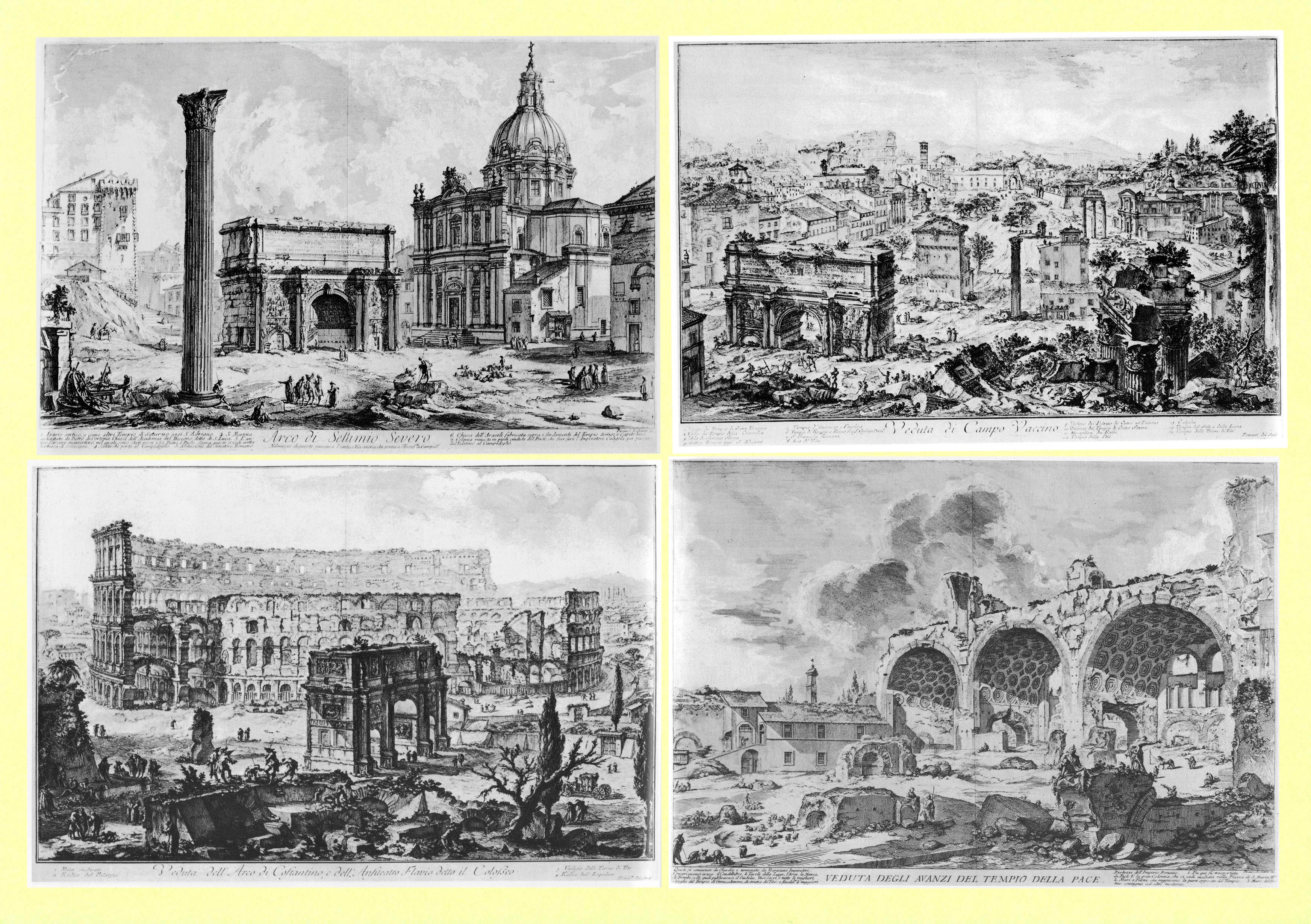
Piranesi: Veduták, F. Romanum Septimus Sev. diadalíve, F. Romanum rommező, Colosseum, Maxentius bazilika

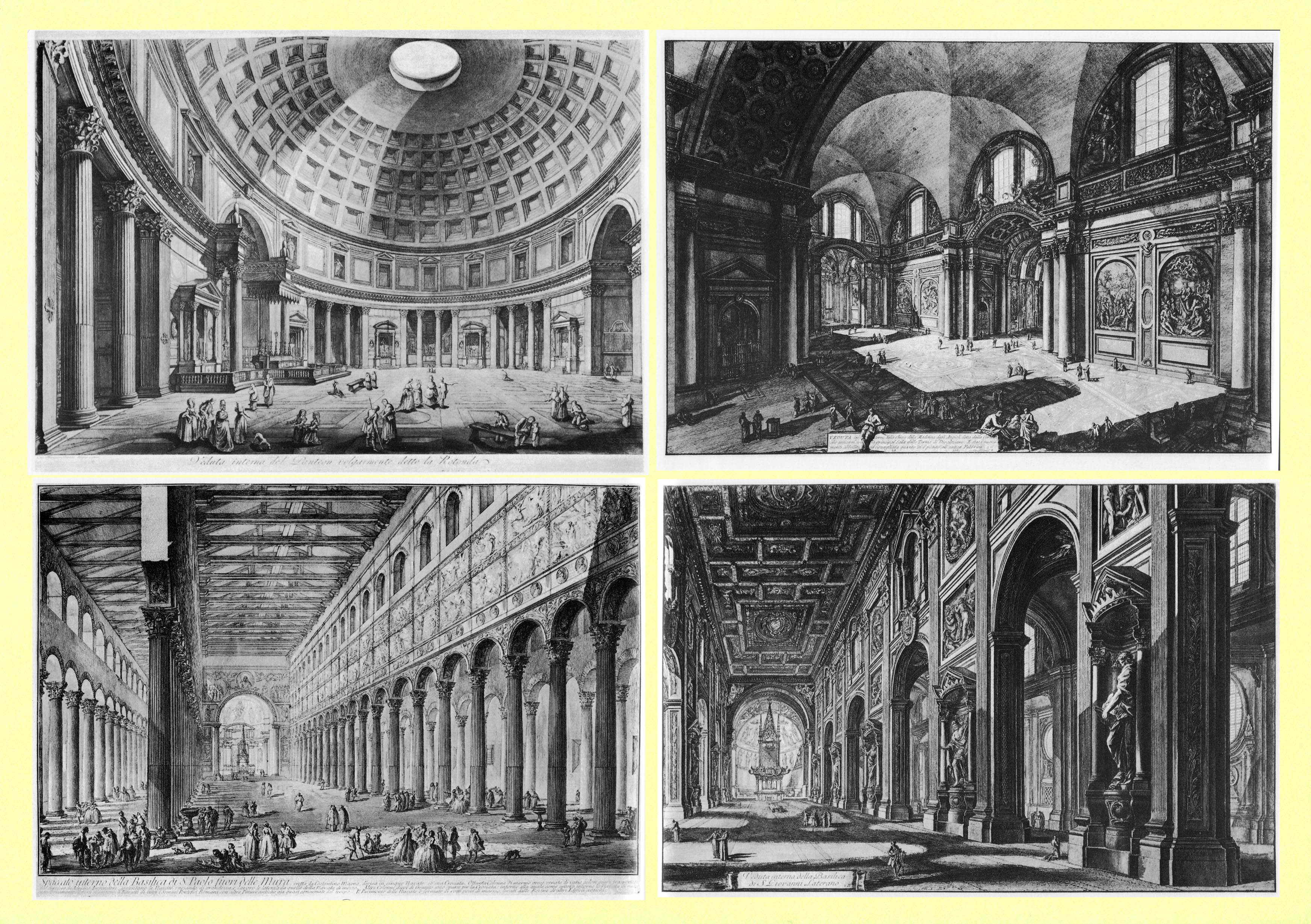
Piranesi: Veduták, Pantheon, Santa Maria degli Angeli, San Paolo fuori le mura, San Giovanni in Laterano

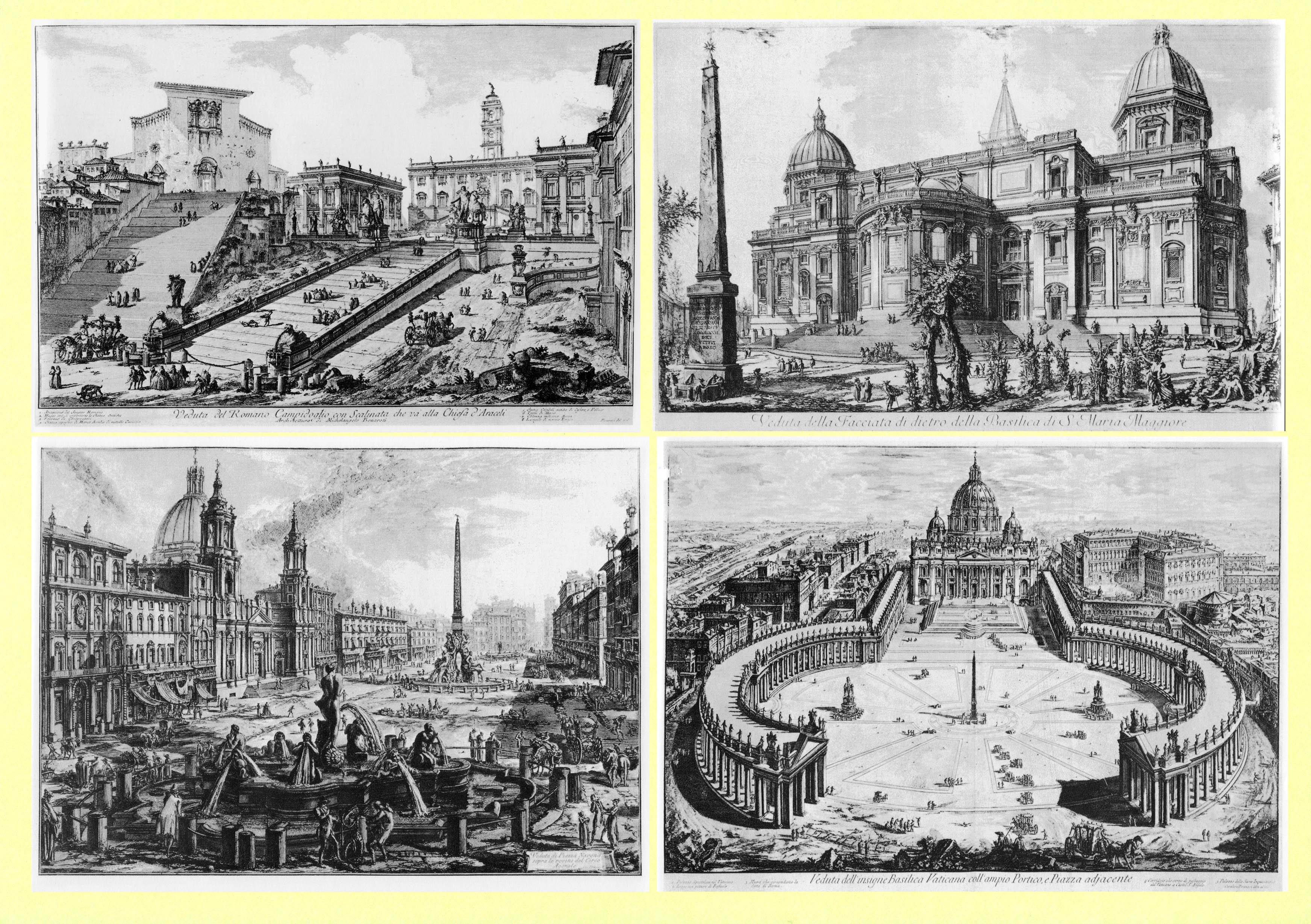
Piranesi: Veduták, Campidoglio, Santa Maria Maggiore, P. Navona, P. di San. Pietro

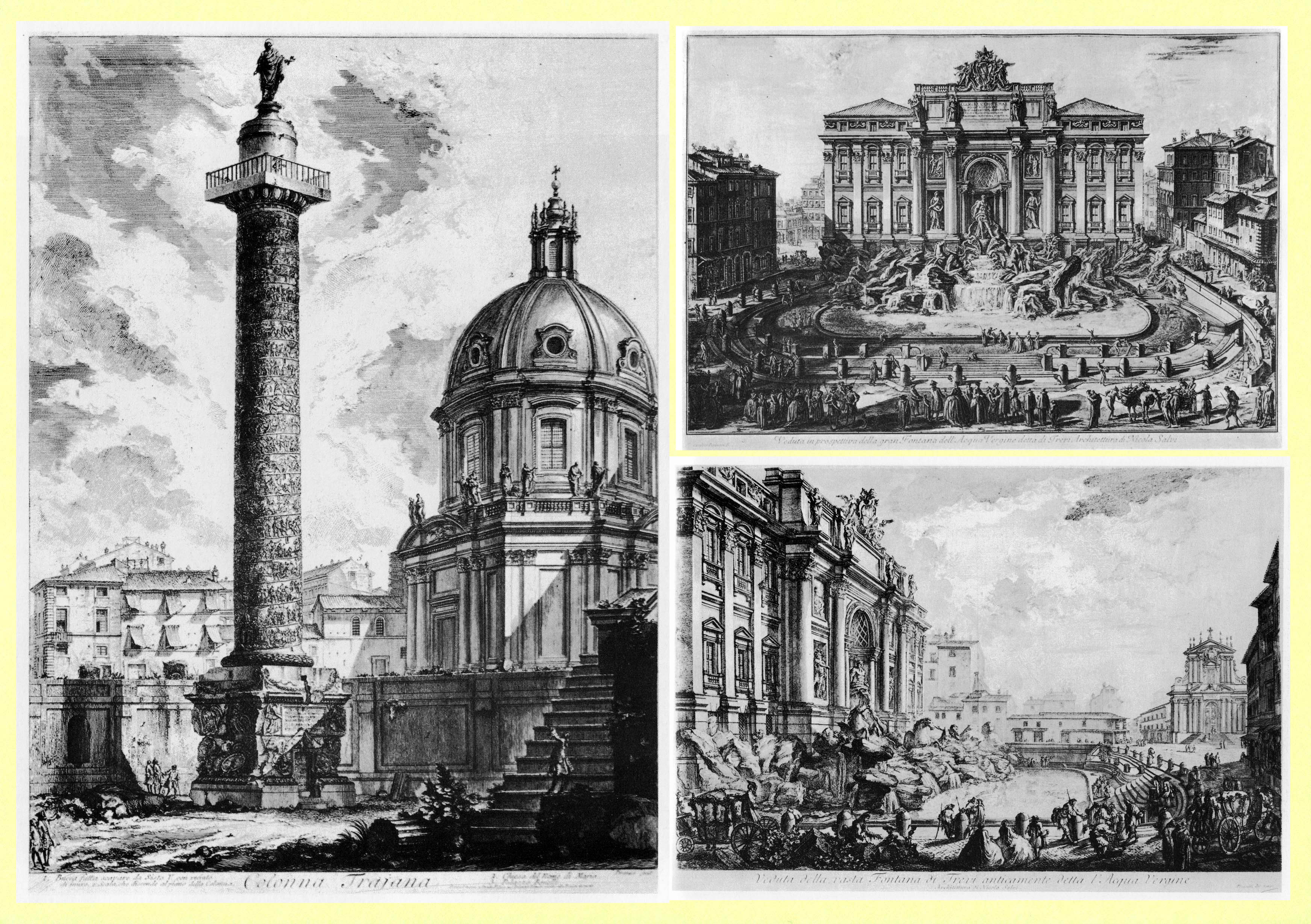
Piranesi: Veduták, Trajanus oszlopa, Trevi-kút, Trevi-kút

Piranesi egy kőfaragó mester fiaként született Moglióban, Mestre (ma Velence elővárosi része), illetve Velence mellett. Angelo bátyja tanította meg latinra és az antik irodalom alapjaira. Építészeti képzését a Magistrato delle Acquénél édesanyjának egyik fivérénél, Matteo Lucchesinél kezdte, aki a velencei lagúnák szabályozásán tevékenykedő mélyépítő mérnök volt, majd nagybátyja szakmai nyomdokain haladva tanulmányait Giovanni Scalfarottónál és egy metszőnél, Carlo Zucchi mellett folytatta. További ismereteit egy színpadi festőtől kapta, aki megismertette vele a színpadi dekorációs lehetőségeket és technikát. Ez lehetőséget nyújtott számára ahhoz, hogy elmélyedjen az illuzionista- és perspektíva művészet elméleti kérdéseiben. Ez időben hosszasan tartózkodott Velencében is, ahol különösen Giovanni Antonio Canal (Canaletto) volt rá hatással. 
1740-ben, 20 évesen Rómába ment Marco Foscarinivel, a XIV. Benedek pápa udvarában tartózkodó velencei követtel, hogy rajzolóként dolgozzon mellette. Itt került Giovanni Paolo Panini hatása alá is, aki a perspektívát tanított a Római Francia Akadémián, és ő volt, aki kifejlesztette az „elképzelt látásmódot” (veduta ideata), egy festési stílust, amely során a létező ókori római műemlékeket hűen ábrázolják, de elképzelt, kompozíciókban. Lakást vett ki a Palazzo Veneziában, s újra kezdett foglalkozni a római építőművészettel. Igen hamar rájött arra, hogy a korabeli római építészek igen felületesek. Nagy lehetőséget kínált viszont számára a festészet területe, különösen az akkori időkben meginduló Róma-turizmus (zarándoklat) jóvoltából. Rómába érkezése után egy évvel stúdiumot vett Giuseppe Vasi veduta-rajzolótól, aki a rézkarcolás (árnyékozás) technikájával ismertette meg. Vasi oktatását igen gyorsan elsajátította, elhagyta és ezzel befejezte a Vasi műhelyben folyó tevékenységét is. 
1743-ban Nápolyba utazva megtekintette a Pompeiiben és Herculaneumban folyó ásatásokat. Ezzel nagyjából egyidőben, ugyancsak 1743-ban, megnyitotta első műhelyét is, „Prima parte di Architettura e Prospettive” néven. Olyan városképeket készített, amelyeken a mélykarcolás és árnyékozás technikáinak ötvözésén kísérletezett. Munkáit Nicola Giobbe velencei építési vállalkozónak ajánlotta, aki annak idején Rómába érkezésekor támogatója volt. Majd ismét Velencébe ment, s 1743-tól 1747-ig főleg ott is tartózkodott, ekkor Giovanni Battista Tiepolónál is dolgozott. 
Aztán visszatért Rómába, elkezdte sikeres grafikai sorozatainak készítését és kiadását Carceri (Börtönök, 1745). A Római Francia Akadémia ösztöndíjasaival közösen dolgozott egy Rómáról készülő kis emléklap-sorozaton, amely 1745-ben mint Varie Vedute di Roma Antica e Moderna címmel jelent meg: 137 rézkarc az antik és a korabeli Rómáról, majd ez Le Antichitá Romane (Római régiségek címmel, 1756-ban). 1756-ban Piranesi az antik Róma számos antik és korabeli építményét kutatta és felmérte. Erre alapozva következett a római ókort bemutató, négykötetes Anticitá romane című művének szerkesztése és megjelentetése. 
Rómában, a Via del Corsón nyitott üzletet. 1748 és 1774 között készítette el a Vedute di Roma című, Róma barokk és antik építészeti emlékekről szóló újabb sorozatát, amelyen – főleg a kemény napfénytől való megvilágításnak köszönhetően – sajátosan monumentális grafikai irányzatot fejlesztett ki. (Ezek közt a veduták közt capriccio-modorban (a veduta egy válfaja) készített képkompozíciók is találhatók). 
Piranesi támogatója volt XIV. Benedek pápa és egy brit arisztokrata, James Caulfeild, Charlemont őrgrófja is. 1757-ben tiszteletbeli tagjává választotta a londoni Society of Antiquaries, 1761-ben pedig a római Accademia di San Luca tagjai sorába került. Még ugyanebben az évben egy újabb, különleges nyomdával ellátott műtermet létesített. Egy Catalogo delle Opere című kiadványában mutatta be a rézkarc és árnyékolás egyesített nyomdatechnikai lehetőségeit és eredményeit.
1761-ben kiadott Magnificenza ed Architettura de' Romani (A rómaiak nagyszerűsége és építészete) című munkájában szenvedélyesen síkra szállt a római művészet etruszk (és nem görög) eredete mellett.
XIII. Kelemen pápa 1763-ban felkérte, hogy tervajánlatot készítsen a lateráni bazilika kórusának átépítéséhez. Ez a munkája tervezés közben leállt, a terv nem valósult meg. Piranesi a következő évben Battista Rezzonico kardinális részére készítette el a Santa Maria del Priorato ajánlati tervét. Építészi munkásságának része továbbá még a Castel Gandolfó-i pápai palota felújítása, a római Santa Maria del Priorato-templom és a Piazza dé Cavalieri megtervezése (1764–1769) is. 1767-ben a pápa lovaggá ütötte.
Piranesi 1778-ban Rómában, hosszas betegség után halt meg. Hamvait a Santa Maria del Priorato-templomban helyezték el.

## Piranesi életműve
Piranesi munkájának jelentősége és napjainkig tartó ismertsége mindenekelőtt az 1745–1750 közt készített Carceri (Börtönök) című tizenhat kartonból álló sorozatának köszönhető. A nyomatokon ábrázolt Bastille rémei felelevenednek és ismét megjelennek még a 20. században is, hatást gyakorolva a kor filmarchitektúráiban. 
A színpadkép-szerűen kidolgozott építészeti fantáziaképeinek hatása, a bennük jelenlevő illuzionista, illetve artisztikus hatások stíluskorszakokat átugorva még a romantikában is érezhetők (talán itt-ott a szecesszióban is). Az 1745–1750 közt készített Carceri (Börtönök) című sorozatának sikere a sorozat szociális témafelvetése, remek ábrázolástechnikája és az ebben jelentkező rajzi újításainak együttesen köszönhető. 
Még napjainkban is megdöbbentő, lehangoló hatást keltenek és jellemző korrajzot képviselnek a római antikvitás korabeli elhanyagoltságát bemutató vedutái, kiváltképpen a Forum Romanum, a császárfórumok és sok-sok antik épület illetve ezek környezete tekintetében. Arról a korszellemről számol be, amely újabb és újabb gyönyörű műalkotások születése mellett teljesen érzéketlen volt az ősi múlt művészi-történelmi hagyatékával szemben.
Művészet(építészet-)történeti szempontból kiemelt jelentőséggel bír a korabeli Róma építészetében aktuális témát jelentő négy főszékesegyház (San Paolo fuori le mura, a lateráni egyházi épületegyüttesben levő San Giovanni in Laterano, Santa Maria Maggiore és a Santa Maria degli Angeli e dei Martiri) architektúrájának látványszerű át- illetve újrafogalmazása. Mint több, ezekről készített metszete bizonyítja, ezek az épületek nemcsak grafikusként, de művészet-elemzőként is foglalkoztatták. Ennek kapcsán Piranesinek köszönhető például, hogy a San Paolo fuori le mura esetében a tűzvész előtti állapotáról megbízható információval rendelkezünk.

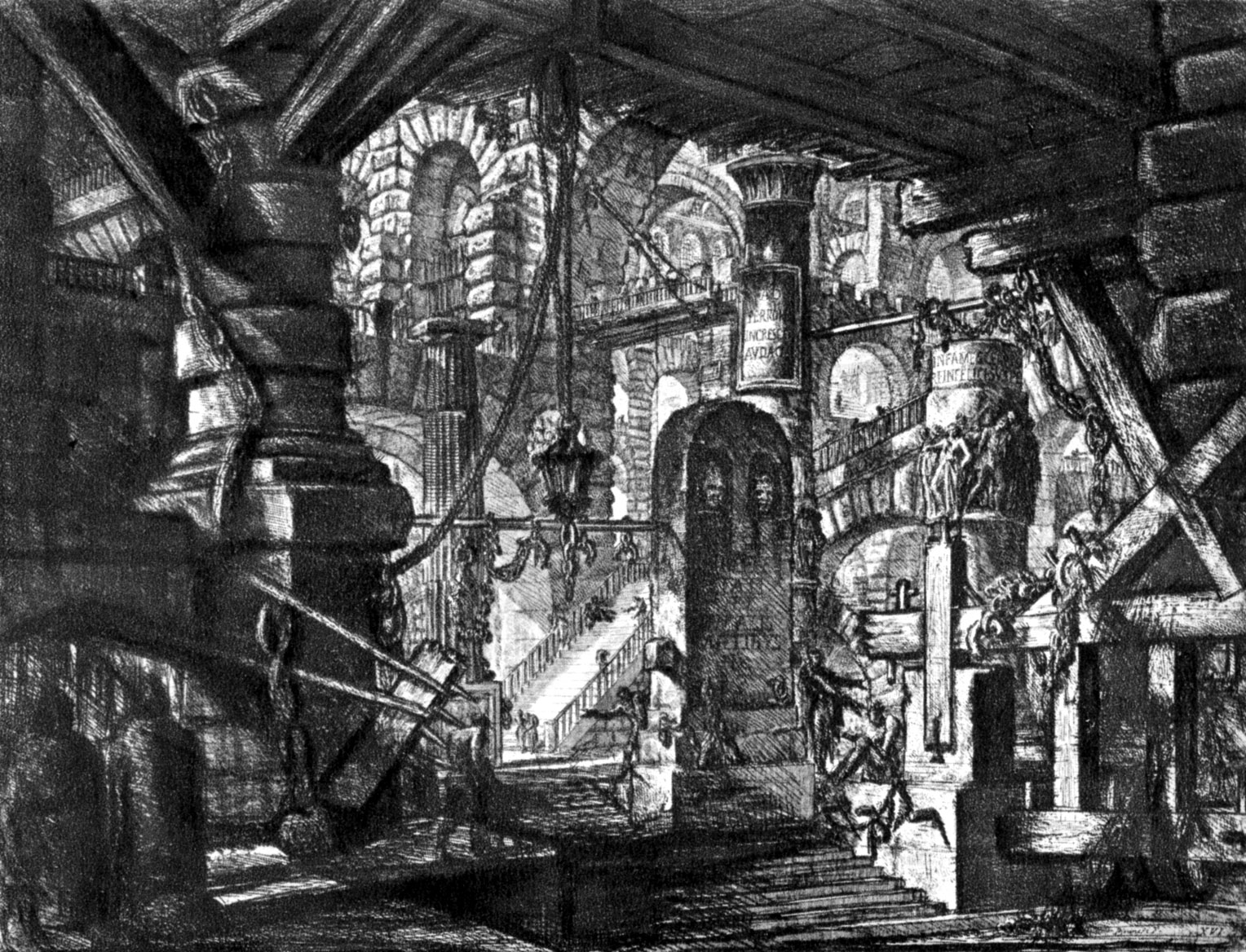
Piranesi: Börtönök (XI. metszet)

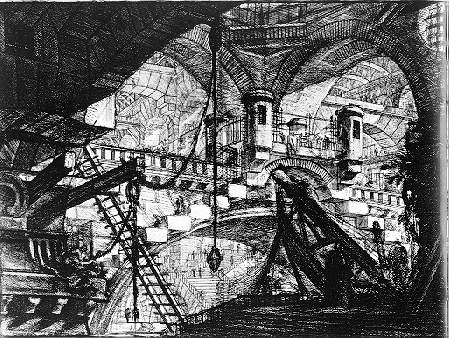
Piranesi: Börtönök (XVI. metszet)

A saját korában még befejezetlen városépítészeti állapotában mutatja be a lateráni székesegyházat és környékét. A lateráni főszékesegyház architektúrája – a kórusára szóló pápai megbízás kapcsán – egyébként is érdekelhette. Ugyanígy, alakulófélben jelenik meg művei közt a Piazza del Campidoglio (Kapitólium tér) mindennapi rendetlenségében.
Szemléletesen tárul a mai érdeklődő elé a Santa Maria Maggiore-székesegyház az új, barokk homlokzatarchitektúrájával (két nagy homlokzatával) és az épület bővítésével jelentkező külső térépítészeti gondolatkörével, ismétlődő grafikus megfogalmazásában.
Nyilvánvaló, hogy a főszékesegyházakat ábrázoló vedutái nemcsak művészi/építészi érdeklődéséből fakadhattak, de a kor idegenforgalma (római zarándoklatok) is ezekhez a létesítményekhez vonzották, tulajdonképpen az „emlékkép/emléklap"-gyártás és forgalmazás gazdasági szempontjából is. 
Mint kiadó, értelemszerűen kereste és ábrázolta ezeket. Csodálatos, nyüzsgő városi elevenséget tárnak elénk az egyes terekről készült rajzai (Trevi-kút és környezete, Piazza Navona). Ezek között teret kapott a Diocletianus termáiban (Michelangelo által kialakított) Santa Maria degli Angeli-főszékesegyház belsőjének ábrázolása is.
Mindmáig nyomot hagynak egyéni jelleggel átfűtött vedutái, amelyek technikája sajátosan egyedülálló, monumentalitása pedig kiemelkedő. A saját korában a nyomdatechnika lehetőségeivel élve, azt kihasználva nemcsak felfedezője, de propagálója és terjesztője is lett az antik művészetnek (főleg az építészetnek), nevéhez kötődik az antik művészeti ismeretek egész Európára – áttételesen távolabbra – történő szétsugárzása. 
Nagyon sok és terjedelmes dokumentációt hagyott hátra római és Róma környéki, corai és paestumi antik építményekről és használati eszközökről, amelyeket a művészek Európa szerte példaanyagként tartanak számon. (Ezeket történelmi beszámolóknak és művészeti mintaképeknek tekintik). Páratlanul pontos rajza, a nagyszabású, romantikus épületek egyéni jellege és a művész mesterségbeli tudása grafikáit a nyugati rajzművészet nagy alkotásai közé sorolják.

## Magánélete
Piranesi magán-, illetve családi életével külön jóformán nem foglalkozik a szakmai irodalom. Mozgalmas és sikeres szakmai-, művészi pályafutása nyugodt családi hátteret sugall. Gyermekkorától kezdve édesapja, nagybátyja, vélhetően édesanyja is, leendő szakmai pályafutásának előkészítői lehettek. Piranesi nős volt és három gyermeket nevelt. Laura Piranesi, Francesco Piranesi és Pietro Piranesi, apjukhoz hasonlóan szintén ismert és sikeres művészek voltak. Ez is jelzésértékű lehet arra, hogy a család magánéletében a művészet és kultúra mindennapi jelenlétnek számíthatott.

## Megjelent szakirodalmi művei
(Részben a Wikipedia.de és Wikipedia.eng alapján)
- Antichità romane de' tempi della repubblica e de' primi imperatori (1748)
- Alcune vedute di archi trionfali, ed altri monumenti inalzati da parte de quali si veggono in Roma, e parte per l'Italia (1748)
- Opere varie di architettura, prospettiva, groteschi, antichitá. 4 Bände. Rom (1750)
- Carceri (1750)
- Trofei Ottaviano Augusto innalzati per la vittoria ad actium e conquista dell' Egitto con varj altri ornamenti diligentemente ricavati dagli avanzi piu preziosi delle fabbriche antiche di Roma utili a pittori, scultori ed architetti (1753)
- Le antichità romane (1756)
- Lettere di giustificatione scritte a Milord Charlemont e à di lui agenti in Roma (1757)
- Le rovine del castello dell' Acqua Giulia situato in Roma presso S. Eusebio e falsamente detto dell' Acqua Marcia colla dichiarazione di uno de' celebri passi del comentatio frontiniano e sposizione della maniera con cui gli antichi romani distribuiva le acque per uso della città (1761).
- De romanorum magnificentia et architectura (1761)
- Campus Martius antiquae urbis (1762)
- Lapides capitolini sive fasti consulares triumphalesq romanorum ab urbe condita usque ad tiberium caesarem (1762)
- Antichità di Cora (1764)
- Antichità d'Albano e di Castel Gandolfo (1764)
- Osservazioni di Gio. Battista Piranesi sopra la Lettre de Monsieur Mariette aux Auteurs de la Gazette Littéraire de l'Europe (1765)
- Della introduzione e del progresso delle belle arti in Europa ne' tempi antichi (1765)
- Differentes vues de quelques restes de trois grands edifices qui subsistent encore dans le milieu de l'ancienne ville de Pesto autrement Possidonia qui est située dans la Lucanie (1778)

## Források

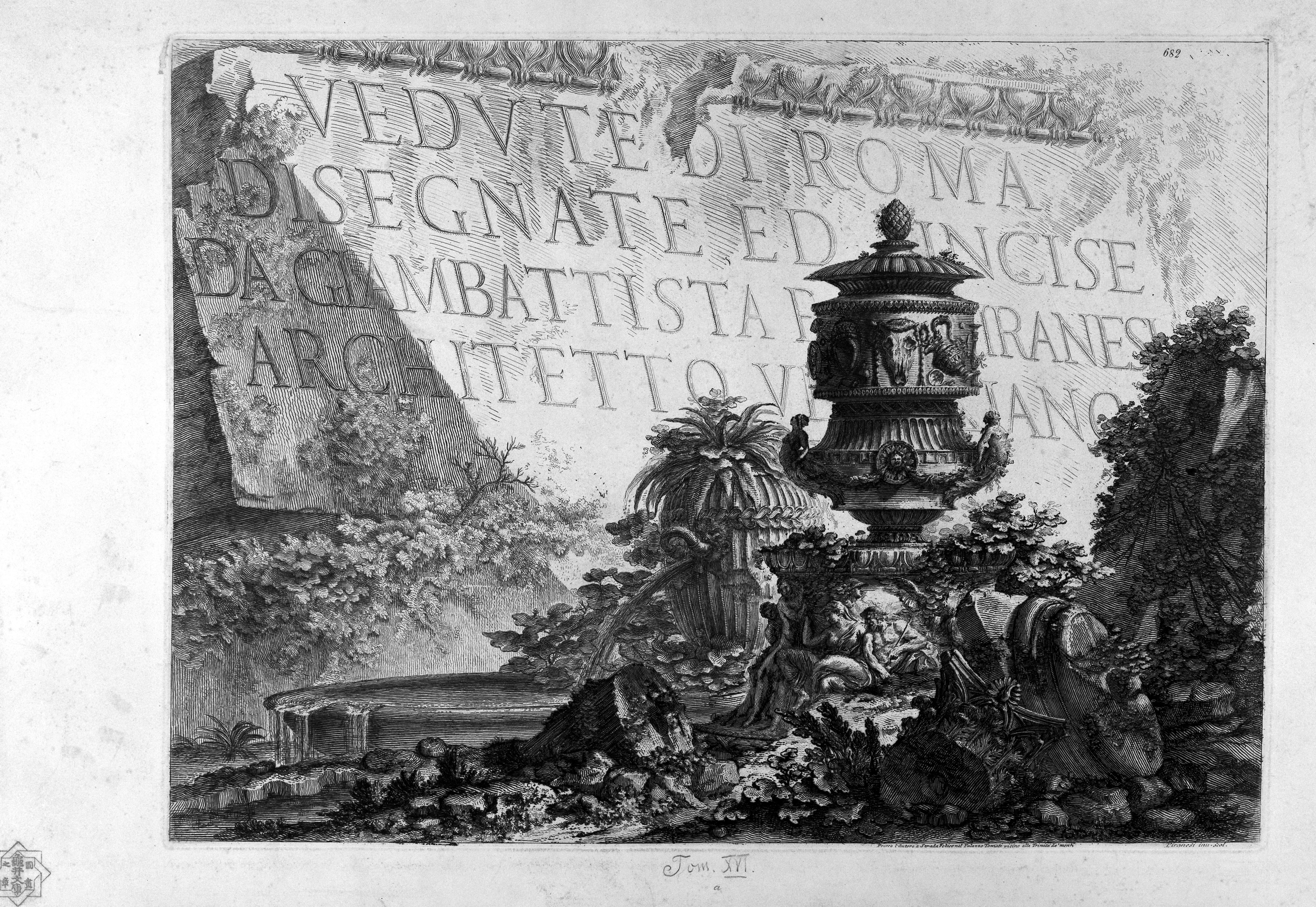
Piranesi: A veduták címlapja

## Képhivatkozások
- A szócikkben szereplő ábrák – a portrékép kivételével a Ci riferiamo all'opera di A.M.Hind: G.B. Piranesi, a Critical Study, with a List of his Published Works and… London, 1922. ábrái felhasználásával és Canoscan Lide 4550-Adobe Photoshop Elements 2/Kiss T. fotografikai feldolgozásával készültek.
- A portrékép forrása: WIKIPEDIA Commons
- A szerző műveinek jegyzéke nagyrészt a Wikipedia.de szócikkből származik.